# EWorld
eWorld était un portail web multi-services payant créé par Apple en coopération avec AOL (ainsi que 400 partenaires commerciaux) ; lancé le 20 juin 1994 et fermé le 31 mars 1996. Il fut le successeur d’AppleLink et le précurseur de .Mac. Le service était seulement disponible sous Mac OS, une version pour systèmes Windows avait été prévu pour 1995 mais ne fut pas distribuée, restant à jamais en version bêta.

## Présentation
eWorld proposait:
- un forum de discussion ;
- une messagerie instantanée ;
- une messagerie web ;
- un flux de nouvelles ;
- une boutique en ligne ;
- des pages de partenaires commerciaux ;
- un navigateur web.

Le service était disponible par un abonnement mensuel de 8,95 $ et l’heure de connexion à 2,95 $ (la nuit) ou 4,95 $ (le jour). Bien que les tarifs étaient prohibitifs par rapport à la concurrence, eWorld comptait 90 000 abonnés (appelés ePeople par Apple) à ses débuts, pour finir vers la fin de l’année 1995 par un total de 115 000. La vitesse connexion était de 9 600 baud.
Apple ne fit pas beaucoup d’effort pour promouvoir eWorld, même si lors des MacWorld de San Francisco au Moscone Center, le service avait son propre stand, la plupart des utilisateurs Mac ne connaissaient pas du tout le service. La situation économique d’Apple était au plus mal avec plus de 68 millions de dollars de perte pour la fin de l’année 1995 ; en résultait la démission du CEO Michael Spindler remplacé par Gil Amelio qui redéfini la stratégie d’entreprise.
Le 31 mars 1996, Apple ferma eWorld, et les abonnés furent transférés sur le service d’AOL.

## Liens
- (en) Un simulateur d'eWorld en Flash
- (en) Les derniers moments d'eWorld
- (en) Article sur eWorld